# Svensktoppen 2006
Svensktoppen 2006 gav fortsatta framgångar för Benny Anderssons orkester med Helen Sjöholm, dels med melodin "Du är min man" som gick in på Svensktoppen den 11 juli 2004, men också med "Det är vi ändå" som sjöngs i duett med Tommy Körberg och gick in på Svensktoppen i mitten av 2006. Då året var över låg båda melodierna kvar på listan, och hade under året legat på Svensktoppen i 52 respektive 32 veckor. Från Melodifestivalen 2006 blev "Sing for Me" med Andreas Johnson mest framgångsrika melodi, och låg på Svensktoppen i totalt 25 veckor och slutade på tredje plats bland de mest framgångsrika melodierna på Svensktoppen under 2006. Kikki Danielsson, tidigare framgångsrik på Svensktoppen, gick med sitt Melodifestivalbidrag från 2006, "I dag & i morgon", in på Svensktoppen för första gången sedan 2002 och placerade sig som bäst på sjätte plats innan melodin den åkte ur efter två veckor. Då hon senast låg med en melodi på Svensktoppen, "Jag har börjat leva nu" 2002, var sista året som dansbandem starkt dominerade.
Då året började låg fortfarande Björn Skifs på listan med "Håll mitt hjärta", som dock slogs ut i januari, men innehade då fortfarande rekordet för antalet veckor av en melodi på Svensktoppen. Även Helen Sjöholm och Stefan Nilsson låg då året började på listan med "Gabriellas sång", men i februari slogs låten ut efter 68 veckor.
Med "Night of Passion" och "Metal Will Stand Tall" gav The Poodles framgångar för hårdrock på Svensktoppen, en genre som tidigare inte haft några större framgångar på Svensktoppen.

## Årets Svensktoppsmelodier 2006
| Nr | Sång                           | Framförd av                                                 | Poäng       | Antal veckor |
| -- | ------------------------------ | ----------------------------------------------------------- | ----------- | ------------ |
| 1  | Du är min man                  | Benny Anderssons Orkester med Helen Sjöholm                 | 17936 poäng | 52 veckor    |
| 2  | Det är vi ändå                 | Benny Anderssons Orkester med Helen Sjöholm & Tommy Körberg | 12263 poäng | 32 veckor    |
| 3  | Sing for Me                    | Andreas Johnson                                             | 10021 poäng | 25 veckor    |
| 4  | 7milakliv                      | Martin Stenmarck                                            | 8058 poäng  | 15 veckor    |
| 5  | Sunshine in the Rain           | BWO                                                         | 6639 poäng  | 18 veckor    |
| 6  | Mary                           | Lisa Miskovsky                                              | 5055 poäng  | 24 veckor    |
| 7  | Jag ljuger så bra              | Linda Bengtzing                                             | 4796 poäng  | 19 veckor    |
| 8  | Älskar du livet                | Björn Kjellman                                              | 4503 poäng  | 18 veckor    |
| 9  | Med dig i mina armar           | Björn Skifs                                                 | 4159 poäng  | 16 veckor    |
| 10 | We Could Be Heroes             | BWO                                                         | 3662 poäng  | 14 veckor    |
| 11 | Aldrig ska jag sluta älska dig | Jonas Gardell                                               | 3384 poäng  | 12 veckor    |
| 12 | Alldeles lagom                 | Peps Blodsband                                              | 3322 poäng  | 17 veckor    |
| 13 | En stund på jorden             | Brolle Jr                                                   | 2798 poäng  | 14 veckor    |
| 14 | Han jobbar i affär             | Lena Philipsson                                             | 2742 poäng  | 13 veckor    |
| 15 | Night of Passion               | The Poodles                                                 | 2672 poäng  | 12 veckor    |